# Marcy, Aisne

Marcy este o comună în departamentul Aisne din nordul Franței. În 1 ianuarie 2022 avea o populație de 152 de locuitori.